# Sabejština
Sabejština je mrtvý jazyk patřící do větve jihosemitských jazyků. Sabejsky mluvil národ Sabejců žijící v oblasti Jemenu v období asi od počátku 1. tisíciletí př. n. l. až do 6. století n. l. V psané podobě tento jazyk používaly i další národy sídlící ve starověku na území dnešního Jemenu.
Pro zápis se používala jihoarabská abeceda, rozšířená od 8. století př. n. l. na území Eritreje, Etiopie a Jemenu. Později se z ní odvodilo etiopské písmo ge'ez.